# Conseil d'administration d'établissement public local d'enseignement
Le conseil d'administration d'un établissement public local d'enseignement (la plupart des collèges ou des lycées de l'enseignement public en France), gère le fonctionnement et les finances de l'établissement scolaire.

## Attributions
Le conseil d'administration est une instance décisionnelle de l'établissement scolaire. 
Il adopte le budget, approuve les marchés, contrats et conventions avec les entreprises prestataires de service. Le budget doit respecter quatre principes fondamentaux :
- unité (1 seul budget pour l'EPLE) ;
- universalité (toutes les recettes et les dépenses doivent entrer en ligne de compte) ;
- annualité (1 seul budget par année civile) ;
- équilibre des dépenses et des recettes prévues.

À ce titre, il statue sur les créations ou suppressions d'emploi, sur l'organisation de sorties, de manifestations extra-scolaires…
Il approuve le bilan des associations dont le siège est fixé à l'adresse dudit établissement scolaire (anciens élèves, association sportive, culturelle, humanitaire…).
Il approuve le projet d'établissement qui est réexaminé tous les trois ans au moins.
Il approuve les modifications du règlement intérieur.
Ses membres peuvent poser des questions écrites à l'administration qui les instruit et y répond. Ils peuvent également s'unir pour rédiger des motions soutenant ou désavouant la politique de l'établissement, de l'Académie, de la Région…

## Composition
Pour un collège de plus de 600 élèves ou avec une section d'enseignement général et professionnel adapté (SEGPA) ou un lycée, le CA est composé de 30 membres divisés en trois tiers de 10 membres chacun ; le quorum est donc de 16. Pour un collège de moins de 600 élèves, un EREA ou une ERPD, le CA est composé de 24 membres divisés en trois tiers de huit membres chacun ; le quorum est donc de 13,.
En cas de stricte égalité des votes, la voix du président (le chef d'établissement pour l'Éducation nationale) est prépondérante.

### Premier tiers
Il comprend l'administration, des représentants des collectivités locales de rattachement, et des personnalités qualifiées.
Sont membres de droit :
- le chef d'établissement ;
- un chef d'établissement adjoint, le cas échéant ;
- l'adjoint gestionnaire de l'EPLE ;
- un CPE ;
- le chef de travaux, le cas échéant.

Sont nommés :
- un représentant de la collectivité territoriale de rattachement ;
- deux ou trois représentants de la commune ;
- un éventuel représentant du groupement de communes ;
- une personne qualifiée (deux en cas d'absence de chef de travaux ou d'adjoint dans l'EPLE).

### Deuxième tiers
Il comprend des représentants du personnel de l'EPLE :
- trois représentants des ATOSS (deux pour les conseils à 24 membres) ;
- sept représentants du personnel d'enseignement et d'éducation (six pour les conseils à 24 membres).

Ils sont élus dans leurs collèges respectifs (scrutin plurinominal direct, un tour).

### Troisième tiers
Il comprend des représentants des usagers de l'EPLE :
- des élèves issus du CVL élus par et parmi les délégués titulaires et suppléants au CVL. Le nombre de représentants des élèves varie en fonction de la taille de l'établissement et de sa spécificité (internat, SEGPA, post-bac, etc.) ;
- un membre de droit : Le vice-président du conseil de la vie lycéenne (en lycée) ;
- cinq représentants des parents d'élèves, élus au scrutin direct plurinominal à un tour. Les principales fédérations de parents sont la Fédération des conseils de parents d'élèves (FCPE) et la Fédération des parents d'élèves de l'enseignement public (PEEP).

Par exception, le conseil d'administration des écoles régionales du premier degré ne comprend pas de représentant des élèves mais quatre représentants des parents d'élèves et quatre représentants des gens du voyage ou autres « populations non sédentaires< ».

## Commission permanente
Elle a pour mission d'assister l'administration dans la préparation des séances plénières du CA (rédaction du projet d'établissement, instruction des questions écrites). Certains lycées n'y ont recours que très occasionnellement. Depuis la rentrée scolaire 2005, certaines compétences régaliennes du CA peuvent lui être déléguées,. 
Les ERPD n'ont pas de commission permanente. 

## Conseil de discipline
Les élèves de l'enseignement secondaire peuvent être traduits devant une émanation du conseil d'administration de leur collège ou de leur lycée, constitué en conseil de discipline ou, dans certains cas graves, devant un conseil de discipline départemental. 
Il est compétent pour attribuer les sanctions les plus graves (jusqu'à l'exclusion définitive) prévues au règlement intérieur. Les autres sanctions sont à l'appréciation du chef d'établissement, après un entretien avec l'élève (principe du contradictoire). Ses membres sont tenus à la discrétion et à l'impartialité dans leur jugement.